# قائمة جزر الخليج العربي
قائمة الجزر في الخليج العربي يحوي الخليج العربي على ما يزيد من 100 جزيرة أكبرها جزيرة قشم ثم بوبيان الكويتية، ولجميع الدول المطلة على الخليج جزر ما عدا العراق.
يعد الخليج العربي موطنًا للعديد من الجزر ، معظمها صغيرة ، موزعة في كامل المنطقة الجغرافية للخليج وتديرها الدول المجاورة. معظم الجزر ذات كثافة سكانية منخفضة ، بعضها قاحل ، وبعضها يستخدم للاتصالات أو العسكرية أو كأحواض للسفن. بعض الجزر في الخليج العربي هي جزر مبنية بشكل جزر اصطناعية. غالبًا ما تكون الجزر الاصطناعية منتجعات سياحية أو مشاريع سكنية أو فنادق. على الرغم من صغر حجمها ، تسببت بعض هذه الجزر الاصطناعية في مخاطر جسيمة على النظام البيئي المتهالك بالفعل في الخليج العربي والحياة البرية والحياة البحرية المتضائلة فيه. كما أن عددًا قليلاً من جزر الخليج لها أهمية تاريخية ، حيث استخدمتها الإمبراطوريات القديمة ، والممالك المجاورة ، وفي الآونة الأخيرة ، القوى الاستعمارية مثل الإمبراطورية البريطانية ، والإمبراطورية البرتغالية. جعلت العولمة الحديثة واكتشاف النفط بعض جزر الخليج العربي مهمة جدًا للدول المتقدمة كمصدر للنفط والمواد الصناعية الخام. جعلت الحروب الأخيرة والاضطرابات السياسية هذه الجزر مواقع عسكرية استراتيجية للقوى الأجنبية من أمريكا وأوروبا. بعض الجزر في الخليج العربي هي دول بحد ذاتها مثل البحرين وهي دولة خليجية مستقلة و الوحيدة التي هي أيضًا جزيرة.

## قائمة الجزر
الكويت
- جزيرة بوبيان
- جزيرة وربه
- جزيرة فيلكا
- جزيرة كبر
- جزيرة عوهة
- جزيرة ام المرادم
- جزيرة مسكان
- جزيرة قاروه
- جزيرة ام النمل

 البحرين
- جزيرة أم النعسان
- جزر حوار
- جزيرة المحرق
- جزيرة سترة

 الإمارات العربية المتحدة
- صير بني ياس
- دلما
- داس
- جزيرة السعديات
- جزيرة الريم
- جزيرة أبو موسى
- السينية
- طنب الكبرى
- طنب الصغرى
- جزيرة أبوالابیض
- جزيرة ارزنه
- جزيرة الرفیق
- جزيرة ام الحطب
- جزيرة ام قصار
- جزيرة بزم شرقی
- جزيرة بزم غربی
- جزيرة بـِشوم
- جزيرة بوکشیشه
- جزيرة بوکعل
- جزيرة ثمیریه
- جزيرة جـِراب
- جزيرة جزایر غاغه
- جزيرة أبوظبی
- جزيرة غُراب
- جزيرة غشا
- جزيرة نخل
- جزيرة جمیره
- جزيرة جنانه
- جزيرة حالة المُبَرَّز
- جزيرة حالة حَیل
- جزيرة حمریه
- جزيرة خصیفه
- جزيرة دعسه
- جزيرة زرکوه
- جزيرة سلع
- جزيرة سُلَیّه
- جزيرة شراعوه
- جزيرة شویهات (مشهت)
- جزيرة صیر أبونعیر
- جزيرة غسبی
- جزيرة قرنین
- جزيرة قفای
- جزيرة مَرَوَح
- جزيرة مکاسيب
- جزيرة یاسات سفلی وعلیا
- جزر شیخ البهنام ناظمی

 السعودية
- جزيرة الباطنة
- جزيرة البينة
- جزيرة الثميري
- جزيرة الجريد
- جزيرة الحويصات
- جزيرة الحويلات
- جزيرة الضعينة
- جزيرة الطيور
- جزيرة العربية
- جزيرة القرمة
- جزيرة المرجان
- جزيرة المسلمية
- جزيرة الهيزة
- جزيرة الهيلمية
- جزيرة تاروت
- جزيرة جذيم
- جزيرة جنا
- جزيرة جُنّة
- جزيرة حالة زعل
- جزيرة حرقوص
- جزيرة صياد
- جزيرة عنيبر
- جزيرة كران
- جزيرة كرين
- جزيرة كسكوس الجنوبية
- جزيرة كسكوس الشمالية
- جزيرة مشعاب
- جزيرة هذبة

 عُمان
- جزيرة مسندم
- جزيرة مصيرة
- جزر الحلانيات
- جزيرة تليغراف
- جزيرة راك
- جزيرة الحلانية
- أرخبيل السلامة
- جزر الديمانيات
- جزيرة كورياموريا
- جزيرة السودة
- جزيرة سلامة
- جزر الديمانيات
- أم الفيارين
- جزيرة مسقط

 قطر
- أسحاط
- اللؤلؤة قطر
- جزر حوار
- جزيرة الخور
- جزيرة السافلية
- جزيرة العالية
- جزيرة الموز
- حالول
- رأس راكان
- شراعوه
- فشت الديبل

 إيران
- جزيرة خارك
- جزيرة هرمز
- جزيرة قشم
- جزيرة فرور کبری
- جزيرة كيش
- جزيرة لافان
- جزیرة لارك
- جزيرة هندرابي
- جزيرة فرور صفری
- جزيرة فارور
- جزيرة سیري
- جزيرة نخيلو
- جزيرة أم الكرم
- جزيرة أم سيلة
- جزيرة بونه
- جزيرة فارسي
- جزيرة خويرج
- جزيرة هنجام

## مواضيع متعلقة
- قائمة الجزر العربية
- شبه جزيرة
- أرخبيل
- شعب حلقي
- دولة جزيرة
- جزيرة اصطناعية
- قائمة الجزر حسب الكثافة السكانية
- قائمة جزر البحر الكاريبي
- قائمة الجزر العربية
- قائمة جزر الإمارات العربية المتحدة
- قائمة جزر البحرين
- قائمة جزر قطر
- قائمة جزر عمان
- قائمة جزر الكويت